# Kemuningan
Kemuningan is een bestuurslaag in het regentschap Bondowoso van de provincie Oost-Java, Indonesië. Kemuningan telt 1818 inwoners (volkstelling 2010).